# Storia di Siracusa nel periodo post-unitario
La storia di Siracusa nel periodo post-unitario concerne gli avvenimenti significativi che hanno coinvolto la città dagli ultimi anni dell'Ottocento fino all'avvento del fascismo.

## Periodo post-unitario

### Dalla provincia di Noto alla provincia di Siracusa (1865)
Nel 1865 ebbe fine la contesa tra le città di Noto e Siracusa per il titolo di capoluogo di provincia: i siracusani, che non avevano mai accettato il proclama punitivo emanato da Ferdinando II delle Due Sicilie nel 1837, videro nella nascita della nuova nazione Italia l'occasione per far cancellare dalla legge quanto era stato stabilito dai Borbone a seguito dei moti insurrezionali. Vennero scelti dei rappresentanti per Siracusa da mandare a Torino, nella capitale savoiarda: una prima proposta venne accolta già nell'aprile del 1862, ma le questioni belliche e politiche ancora aperte sulla formazione della neo-nazione (le conseguenze della Giornata dell'Aspromonte), costrinsero a procrastinare la data in cui il parlamento si sarebbe occupato della proposta di legge dei siracusani. La seduta infine si tenne nel febbraio del 1865 e l'esito consentì a Siracusa di riappropriarsi del suo antico titolo.

### Il ritorno del colera e calamità naturali (1867 - 1870)
Il colera aveva fatto la sua prima comparsa nell'area geografica del siracusano durante l'estate del 1837 e qui fece grande strage di vite umane: nell'allora provincia di Siracusa (al cui interno era compresa anche l'odierna provincia di Ragusa) le vittime furono oltre 7.000, delle quali 1.869 nella sola città di Siracusa (che all'epoca contava appena 10.000 abitanti). La gravità dell'epidemia portò ai disordini politici sopra narrati, che infine istigarono i siracusani a unirsi alla rivoluzione della Sicilia contro la monarchia dei Borbone.
Una seconda epidemia di colera si verificò a Siracusa nel 1855, risultando meno grave della precedente, causando comunque in città la morte di 107 persone. Nel 1867, per la terza volta, il colera afflisse Siracusa: parve giungere a causa degli spostamenti delle truppe militari (molti siciliani, tra cui il siracusano Gaetano Fuggetta, medaglia d'oro al valor militare, erano da poco rientrati dai campi veneti di Custoza, dove si era combattuta l'omonima battaglia per sottrarre il Regno Lombardo-Veneto all'Impero austriaco e annetterlo al Regno d'Italia); con esse sopraggiunse il temuto morbo asiatico: nel volgo di Siracusa si ricominciò, come nel 1837, a parlare di veleni e di complotti; la gente abbandonò in massa la città per riversarsi nelle campagne. Risultando purtroppo inutili i cordoni sanitari posti via terra e via mare, i siracusani affrontarono stavolta l'epidemia con più coscienza ed efficacia: mantennero l'igiene della città sempre elevato, convertirono i palazzi in ospedali e impedirono ai malati fuoriusciti di rientrare nel centro urbano, ospitandoli piuttosto nei lazzaretti di campagna. Nonostante i rimedi messi in atto e nonostante questa terza epidemia sia stata definita molto meno cruenta della prima, essa fece comunque oltre 400 vittime tra i cittadini di Siracusa.
Alla malattia seguì la carestia: il 1868 fu un altro anno funesto per i siracusani; particolarmente colpiti da una dura penuria di alimenti. Tantissimi abitanti della provincia - soprattutto le zone rurali - si riversarono in città, chiedendo del pane e del lavoro. Il comune di Siracusa riuscì in qualche modo a sostenere le richieste alimentari, grazie ai rifornimenti di grano che venivano effettuati dalla Grecia e dall'Egitto, tuttavia continuarono a scarseggiare gravemente i posti di lavoro.
Nel 1870, la siccità, che perdurava già da diversi anni, provocò in città il ritiro della acque dolci: smise di sgorgare la fonte Aretusa e si prosciugarono i pozzi. Lo storico Serafino Privitera, testimone oculare di quegli eventi, definì tali fenomeni naturali come «rari e sorprendenti», al contempo descrisse la paura che essi provocarono nel popolo aretuseo, il quale li percepì piuttosto come cattivi presagi e segni di una prossima fine dei tempi. Ma nel settembre di quell'anno, piogge copiose, dapprima fangose e rossastre, poi limpidi e abbondanti, riportarono l'acqua nei fiumi e nelle sorgenti.

## Il Novecento

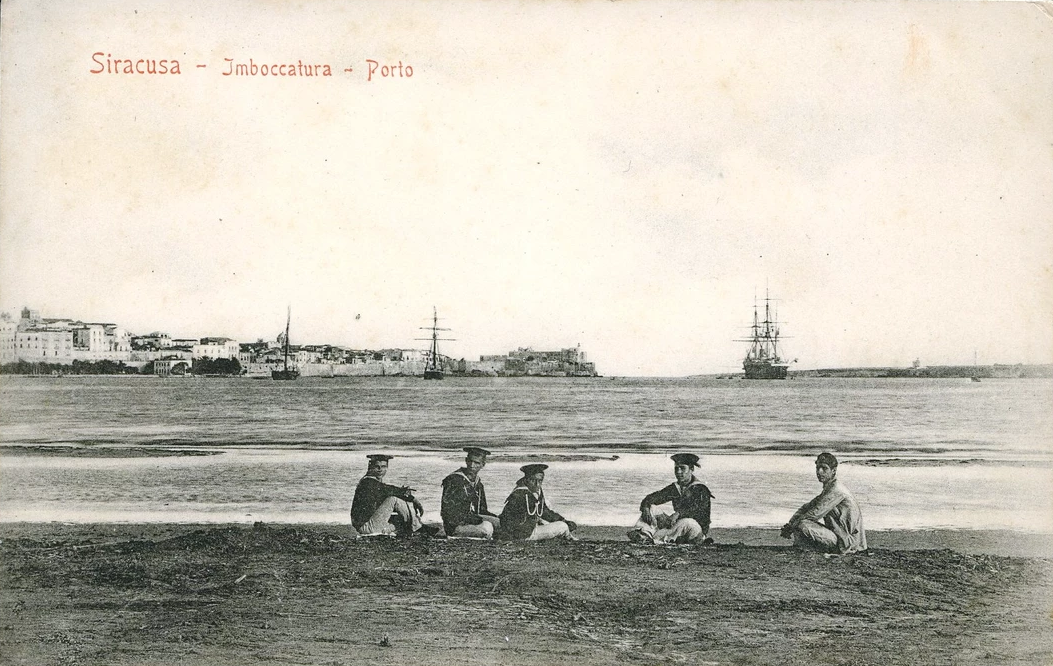
Una fotografia pubblicata dalla Stengel & Co. nel 1900, scattata a Siracusa presso la foce dell'Anapo; sullo sfondo l'imboccatura del porto aretuseo

### Il fenomeno migratorio
Alla fine del XIX secolo prese il via, massivamente, il fenomeno migratorio italiano, dapprima riguardante in particolar modo il Nord Italia e solo in seguito estesosi anche alla Sicilia: tra tutte le province siciliane, quella siracusana fu la più restia all'emigrazione; dal 1870 al 1900 pochissimi siracusani lasciarono la propria terra per espatriare, al punto da incidere solo con l'1 % sul quantitativo totale degli emigranti siciliani; 1% che si abbassa ulteriormente, divenendo lo 0,7 %, se si considera il numero di emigranti rispetto al numero della popolazione siracusana (la provincia maggiormente colpita dal fenomeno migratorio fu quella di Palermo, che da sola registrò circa il 50% delle partenze regionali).
Un'apertura siracusana significativa verso l'espatrio si ebbe solamente a partire dal XX secolo e toccò il suo picco massimo nel 1913, quando in un sol anno espatriano circa 21.000 uomini e donne (in totale, nel decennio che va dal 1901 al 1913, espatriano 124.194 siracusani, pari al 26% della popolazione provinciale), alzando al 12% la percentuale della sua contribuzione all'espatrio complessivo dei siciliani. Nel secondo decennio del Novecento il fenomeno migratorio andò scemando: alterato in un primo momento dagli effetti della prima guerra mondiale (1914 - 1918) e appiattito in maniera definitiva dalle nuove regole restrittive imposte all'emigrazione di massa.
Siracusa rappresentò un'eccezione anche riguardo alle scelte delle sue mete per l'espatrio: mentre la maggior parte dei siciliani si stabilì nei paesi d'oltreoceano, e in particolar modo negli Stati Uniti d'America, i suoi abitanti, almeno fino al 1905, preferirono rimanere nei paesi europei e nel Mediterraneo; tra questi l'Egitto fu una scelta ricorrente per i siracusani (difatti, nel 1906, tra gli italo-egiziani d'Alessandria d'Egitto la comunità operaia siracusana appare tra le più numerose), così come ricorrente fu l'espatrio verso l'Algeria, ma anche verso la Tripolitania e la Tunisia.
In un secondo momento, invece, i siracusani si unirono al resto dei siciliani e incominciarono a dirigersi anch'essi massivamente nei paesi atlantici del Nord: i cosiddetti siculoamericani finirono con il formare la più vasta comunità degli italoamericani. Per quel che concerne Siracusa, tra i siculoamericani particolare rilevanza ebbero gli emigranti mellilesi, trasferitisi numerosi a Middletown (Connecticut), mentre, a dispetto del nome, non va legata la nascita della Syracuse di New York (e delle minori altre Syracuse americane) alla presenza siracusana (infatti il nome newyorkese nasce prima della migrazione di massa siciliana ed è piuttosto frutto di un antico legame culturale dei coloni inglesi con l'area siracusana). Nel Nord America non mancarono episodi di discriminazione nei confronti dei siciliani e più in generale degli italiani (antitalianismo). Il secondo paese atlantico dove la presenza dei siracusani fu maggiore risultò essere l'Argentina, nel Sud America, che però rappresentò una soluzione temporanea (gli espatri e rimpatri in Argentina erano più che altro dettati dalle necessità agricole di quel paese). Nelle Americhe fu dove si verificò il processo di assimilazione culturale degli emigranti nella sua forma più decisa, a tratti aggressiva, avendo come risultato finale un'integrazione più rapida e profonda.
Infine, durante l'ultimo periodo migratorio massivo (che si concluse negli anni '20 del '900), i siracusani, insieme agli abitanti delle altre due province orientali di Sicilia (Catania e Messina), rappresentarono la comunità siciliana più numerosa che scelse di stabilirsi in Australia, in Oceania (nel paese australe gli italiani provenivano quasi unicamente dalle regioni settentrionali, come Piemonte e Veneto).
Negli anni del grande esodo, inoltre, Siracusa fu la provincia che, insieme a Catania, contribuì in maggior misura a stabilire elevati livelli di natalità nell'isola (il Novecento, difatti, rappresentò un punto di svolta epocale, poiché segnò la fine di una lunghissima fase che era stata caratterizzata da una costante decrescita demografica; rivelatasi particolarmente acuta, nello specifico, per i siracusani).

### Primo decennio del Novecento

#### Le visite del Kaiser Guglielmo II di Germania (1896, 1904, 1908)
L'Imperatore tedesco Guglielmo II di Germania, ultimo re di Prussia, approdò per tre volte in terra aretusea:
Il primo approdo si verificò nell'aprile del 1896, quando egli si trovava in crociera nel Mediterraneo, a bordo del suo Hohenzollen, e decise di fare tappa a Siracusa (la città era da tempo una delle mete finali del Grand Tour e aveva per questo motivo accolto nei secoli numerose personalità illustri). Il Kaiser venne subito circondato da una folla festante e il municipio siracusano lo omaggiò esponendo dai balconi bandiere tedesche unite a quelle italiane. Con l'imperatore sbarcarono anche i principi germanici, i quali si recarono con lui al fiume Anapo e alla Fonte Ciane (una tappa obbligata per chi all'epoca desiderava visitare la rara pianta del papiro). Dopo aver sostato presso la parte archeologica della città, il Kaiser venne accompagnato nel luogo in cui era morto un suo ben noto compatriota: il poeta bavarese August von Platen-Hallermünde (August morì di febbre a Siracusa nel 1835); qui il municipio aretuseo pose una lapide commemorativa in suo onore. Questo suo primo soggiorno fu breve: calata la notte egli lasciò la città aretusea per dirigersi a Giardini Naxos.
Il Kaiser volle però visitare una seconda volta Siracusa, qualche anno dopo: l'Hohenzollen si ormeggiò nuovamente in porto nell'aprile 1904 (nel 1903 Siracusa aveva inoltre accolto, per una breve visita, il re Edoardo VII del Regno Unito); stavolta egli risiedette in città per maggior tempo (dal 13 aprile al 19 aprile) e stavolta il suo soggiorno divenne noto al mondo poiché da qui egli lanciò le sue prime dichiarazioni in merito a ciò che stava accadendo in Europa (una lunga missiva indirizzata al suo cancelliere Bernhard von Bülow): difatti solo qualche giorno prima che l'imperatore dei tedeschi approdasse a Siracusa (8 aprile 1904), la Gran Bretagna e la Francia avevano messo da parte la loro secolare rivalità (della quale la città di Siracusa era stata una diretta testimone) per allearsi entrambe contro il riarmo della Germania; l'accordo prese il nome di Entente cordiale.

Sulla destra Guglielmo II di Germania, sulla sinistra suo cugino lo zar Nicola II di Russia: le forze militari di entrambe le influenti personalità (così come quelle britanniche) mantenevano nel 1908 stretti rapporti con l'area di Siracusa, il che consentì alle autorità siracusane di intervenire tempestivamente durante il grave evento sismico del messinese

Siracusa ospitò il Kaiser un'ultima volta nel 1908: Guglielmo II giunse con la famiglia imperiale e visitò a lungo uno dei più antichi monumenti aretusei: il castello Eurialo, rimanendo colpito dal suo sistema difensivo d'epoca greca (sembra che l'abbia visitato più volte). In seguito si recò dalla famiglia siracusana dei Bonanno: il barone e principe di Linguaglossa, Giuseppe Bonanno della Delia, fungeva da vice console germanico. L'imperatore volle inoltre donare una somma di denaro ai poveri della città e decorò varie personalità siracusane, tra le quali il prefetto di Siracusa Augusto Borselli, insignito dal Kaiser del grado di grande ufficiale dell'Ordine della Corona di Prussia.

#### Il terremoto di Messina: ripercussioni
Il 28 dicembre del 1908 si verificò il distruttivo terremoto di Messina (detto anche calabro-siculo), che ebbe grande risonanza a livello mediatico. La città di Siracusa, trovandosi abbastanza lontana dall'epicentro (che fu lo Stretto di Messina) non subì danni, solo un grande spavento per le onde anomale che dallo Stretto arrivarono fino a Malta: il maremoto nella zona dell'epicentro fece ritirare il mare dalla spiaggia di oltre 70 metri, per poi propagare le sue onde - furono 3 le onde devastanti - sulle coste, partendo da un'altezza (run-up) di circa 10 metri; quando le onde giunsero vicino al siracusano, presso Aci Trezza, erano già scese a circa 5 metri; arrivarono ad Augusta sfiorando i 2 metri e si infransero sulle coste di Ortigia facendo registrare circa quel medesimo run-up. Un'onda anomala giunse anche nell'arcipelago maltese - all'epoca colonia del Regno Unito - mettendo in allarme le forze militari inglesi, poiché l'acqua marina aveva allagato i magazzini del porto maltese di La Valletta. A Siracusa, città dall'importante storia sismica, la gente fu presa dal panico quando avvertì la forte scossa e vide l'insorgere del mare, che allagò l'entrata dell'isola di Ortigia (Riva delle Poste e Piazza Pancali); le onde finirono con il trascinare sulla spiaggia aretusea anche i corpi di coloro che erano morti in Calabria.
Com'era già accaduto in passato, nei momenti più concitati, i siracusani si affidarono all'intercessione della loro patrona, Santa Lucia: portarono in processione il simulacreo d'argento raffigurante la Santa fino al punto in cui l'acqua del mare era avanzata, e poiché le onde cessarono poco dopo l'arrivo della statua, i credenti siracusani ringraziarono la patrona per averli risparmiati e le eressero in quel punto un'edicola votiva (esistente tutt'oggi e denominata Santa Lucia a Riva).
Mentre a Siracusa si cercava di capire cosa stesse succedendo, dei superstiti messinesi riuscirono ad arrivare fino a Catania per lanciare il primo allarme. Catania a sua volta avvertì Siracusa e da qui si mise in moto l'operazione di primo soccorso.

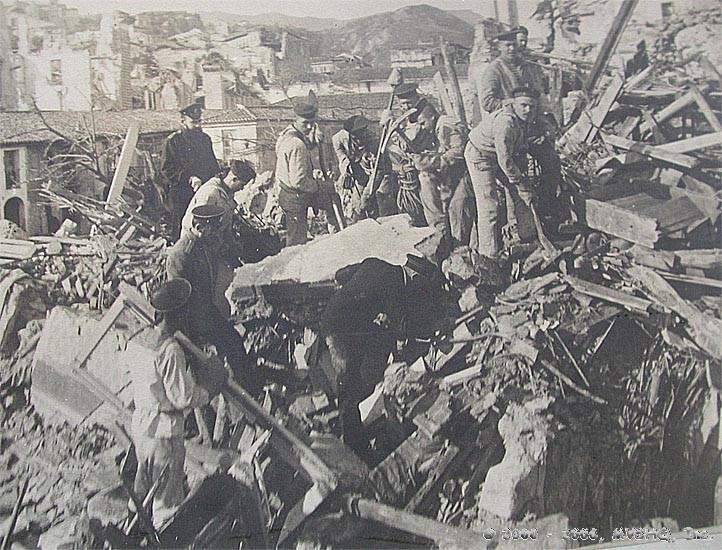
Marinai russi tra le macerie di Messina

Il porto aretuseo ospitava a quel tempo una squadra britannica della Royal Navy (Sutlej, Minerva, Lancaster, Exmouth, Duncan, Euryalus), mentre nella vicina Augusta era alla fonda una squadra navale russa della Rossijskij Imperatorskij Flot (Bogatyr, Makaroff, Slava, Zesarevich). Il sindaco di Siracusa, Giuseppe Toscano, avuta notizia della devastazione messinese, andò a bordo delle navi inglesi per chiedere agli equipaggi di recarsi a Messina e iniziare a soccorrere (era il pomeriggio del 28 dicembre), poi lo stesso sindaco telefonò al sindaco di Augusta, chiedendogli di informare i russi su quanto era accaduto e di domandare agli uomini dello zar di recarsi a Messina per prestare soccorso. Entrambe le squadre accettarono di intervenire e si prepararono a partire. Dalla città aretusea partirono i primi viveri e anche i primi medici. Nel frattempo pure Malta aveva inviato le sue navi a Siracusa e da qui esse vennero dirottate per Messina.
Dato che le navi della Regia Marina si trovavano ancora lontane dalla costa siciliana (quelle che non andarono distrutte nel terremoto, essendo Messina il porto principale delle forze navali italiane in Sicilia, vennero chiamate nell'emergenza quando stavano navigando nei pressi di Napoli, per cui troppo distanti dall'epicentro sismico per raggiungerlo in tempi celeri), il respiro internazionale che tradizionalmente caratterizzava il siracusano si rivelò fondamentale per salvare quante più vite umane fosse possibile. All'alba del 29 dicembre tutte le navi partite da Augusta, Siracusa e Malta arrivarono sul luogo del disastro.
Nonostante il fatto che tra russi e inglesi vi fosse del sospetto (si sospettava che gli inglesi fossero a Siracusa per sorvegliare i russi ad Augusta e, viceversa, che i russi fossero ad Augusta per sorvegliare gli inglesi a Siracusa), essi posero in atto un'efficiente macchina del soccorso. La città aretusea, nel mentre che emergeva il problema sulla vastità del numero dei profughi, fu in prima linea nell'accogliere gli sbarchi di feriti e sfollati: i marinai russi fecero avanti e indietro tra Messina e Siracusa; stessa cosa fecero gli inglesi (entrambi ritornarono una prima volta, ciascuna delle due parti con circa un centinaio di feriti a bordo, all'alba del 30 dicembre).
Il 12 gennaio 1909 venne a dare supporto alla Croce Rossa Italiana di Siracusa la Croce Rossa tedesca, che aveva ricevuto personali ordini da parte dell'imperatore Guglielmo II di Germania. Si trattava di un reparto che si distinse per l'organizzazione: i tedeschi eressero un proprio ospedale da campo tra i siracusani, a dirigerlo vi era il dottor Franz Colmer (che aveva precedentemente prestato soccorso durante la guerra russo-giapponese). Durante la missione di soccorso, degli emissari imperiali del Kaiser donarono a diversi uomini e donne della città una medaglia che recava la corona imperiale e la scritta «Siracusa 1908», in memoria dei soccorsi prestati congiuntamente.
In totale la città accolse circa 3.000 sopravvissuti messinesi; tuttavia, quando si consolidarono i campi di smistamento, cifre ben più grosse di sfollati (sopra i diecimila ciascuna) furono indirizzate verso le più popolose città siciliane e italiane (la maggior parte tra Palermo, Catania e Napoli), anche se una buona fetta dei superstiti messinesi, data la situazione di stenti in cui ormai versava, finì con l'emigrare in America.

#### La permanenza di Sigmund Freud in città (1910)
Nell'estate del 1910 l'austriaco Sigmund Freud intraprese un viaggio di piacere nel Sud Italia che lo fece approdare in Sicilia: sbarcato al porto di Palermo, egli nutriva già da principio l'intenzione di giungere fino a Siracusa (durante il suo soggiorno nelle altre terre siciliane menzionava la città aretusea in numerose sue lettere che poi spediva alla propria famiglia):
(Lettera di Sigmund Freud alla famiglia, Siracusa, 18 settembre 1910)
Freud, che citò Siracusa come la città più greca d'Italia, giunse nell'antica terra di Archimede con grandi aspettative, tuttavia quel che vide parve deluderlo: anzitutto lo psicoanalista soffrì molto il clima di scirocco, che caratterizzava pienamente Ortigia, luogo nel quale egli pernottò in compagnia del suo collega di viaggio Sándor Ferenczi. Inoltre, la città apparve agli occhi dell'austriaco come un luogo piccolo e maleodorante di pesce; con tali parole la descrisse: «insulsa, angusta e maleodorante e quanto a estensione ricopre ora soltanto un quinto dell'antica Siracusa».
Siracusa, nei resoconti dei viaggiatori, pagava spesso il confronto con la pentapolis del passato: ad esempio, il tedesco Johann Wolfgang von Goethe non volle visitarla, dichiarando che essa di glorioso aveva solo il nome (a ciò si aggiunga la paura di Goethe per una pestilenza che a quel tempo pare affliggesse la città). Un altro tedesco, il giovane Otto Weininger, contemporaneo di Freud, soggiornando in città asserì invece che qui egli non avrebbe potuto che nascere o morire, mai vivere, poiché considerava Siracusa come il luogo più singolare (strano, eccentrico) del mondo. Il viennese Sigmund Freud ebbe in sostanza sentimenti contrastanti per Siracusa: dopo averla idealizzata e criticata, finì con l'apprezzarla: lo colpì soprattutto il museo archeologico siracusano, che all'epoca era diretto dal roveretano Paolo Orsi (il quale, spesosi molto nelle campagne di scavi archeologici sul territorio, ne sarebbe rimasto a capo fino al 1934); la sua attenzione venne catturata da una collezione di arcaiche statuette femminili dette mulĭē̆bris (caratterizzanti la dignità e il ruolo della donna), la cui osservazione lo portò a concludere il pensiero di quel concetto che da lì a breve avrebbe preso il nome di complesso di Edipo; il 24 settembre 1910, in merito a ciò, scrisse al suo allievo Carl Gustav Jung:
(Lettera di Sigmund Freud a C.G. Jung, 24 settembre 1910.)
Freud fu portato a visitare i papiri del Ciane (l'austriaco portò con sé uno di questi papiri, ornandovi in seguito il calco del suo bassorilievo Gradiva, posto nel suo studio di Vienna) e presso la fonte Aretusa visitò la statua dedicata ad Archimede, scolpita nel 1870 dal poliedrico milanese Ignazio Villa (odiernamente posta all'interno del liceo scientifico siracusano Orso Mario Corbino); la figura del matematico dovette colpirlo in particolar modo, poiché la sognò: l'Archimede con lo specchio ustorio divenne il suo decano universitario, che con una lampada al posto dell'arma incendiaria lo conduceva nella località dove egli avrebbe potuto tenere le sue conferenze sulla psicoanalisi, che un tempo non gli erano state concesse. Lo sguardo del suo Archimede scrutava l'orizzonte in attesa, così come quello di Siracusa attendeva l'invasione dell'esercito romano. Freud disse che nel suo sogno vi era il desiderio di vendetta e di grandezza. Lo associò alla forte impressione che gli fece la scultura aretusea e lo inserì nei suoi studi sull'interpretazione dei sogni.
Mentre si svolgeva il soggiorno di Freud e del suo amico Ferenczi, in Ortigia cominciarono a circolare le voci sulla nuova epidemia di colera che stava tormentando Napoli; vi era il forte timore che potesse affliggere nuovamente anche la Sicilia. Freud annoterà nel suo diario di viaggio come i siracusani prendessero estremamente sul serio tutto ciò che riguardasse il temuto colera. Il pensiero di rimanere bloccati in nave a causa dell'epidemia preoccupò i due stranieri, i quali, afflitti anche dal clima umido che mal sopportavano («C’è un’atmosfera un po’ paralizzante e qualcosa di opprimente nell’aria, il cielo non è terso, tutto è attutito, un po’ perturbante» descriveva Freud), decisero di interrompere lì il loro viaggio in Sicilia:
(Sigmund Freud alla famiglia, 19 settembre 1910.)

### La guerra italo-turca

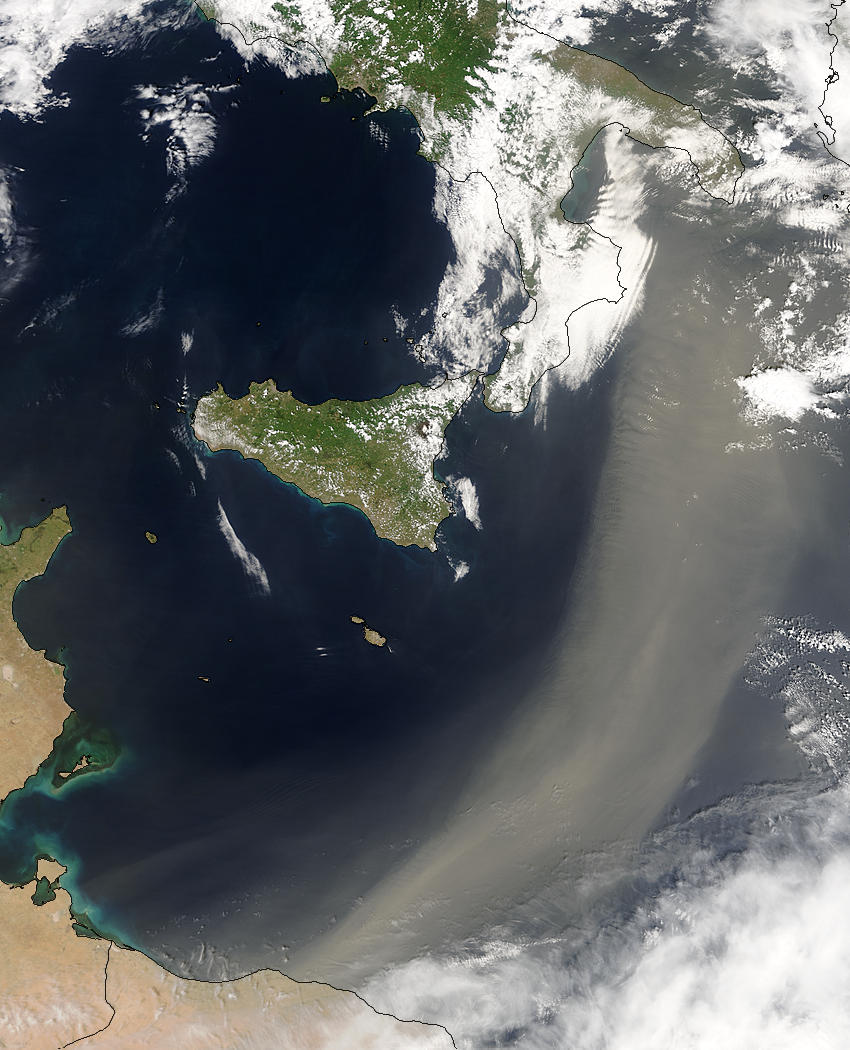
Un'immagine satellitare della Sicilia: Siracusa si trova sulla parte sud-est dell'isola; da essa partirono i cavi di telecomunicazione sottomarina diretti a Tripoli e Bengasi

Nell'autunno del 1911 l'Italia dichiarò guerra alla Turchia perché intenzionata a portare sotto il suo controllo la Libia; a quel tempo governata dai sultani di Costantinopoli. Il conflitto durò circa un anno e creò molta tensione tra le potenze occidentali. L'Italia infine ottenne l'annessione della Tripolitania, della Cirenaica e del Fezzan (fu la disputa che diede l'avvio alle nuove guerre del XX secolo). In quanto terra di confine, Siracusa fu chiamata a partecipare attivamente alle operazioni coloniali: divenne luogo di imbarco e di sbarco per le truppe del Regio Esercito e divenne altresì il luogo scelto dal governo italiano per mettere in comunicazione la nazione con le nuove terre d'Africa: da una delle sue spiagge, odiernamente individuata con precisione presso la costa dell'Arenella (Siracusa sud), fu stabilito di far partire due grossi cavi telegrafici sottomarini (profondità massima 75 metri sotto il livello del mare, la minima 5 metri) che, rispuntando uno nella spiaggia di Tripoli (550 km) e l'altro nella spiaggia di Bengasi (750 km), avrebbero consentito all'Italia di tenersi in costante aggiornamento con le sue colonie.
I lavori di posa furono affidati alla ditta milanese della Pirelli, con a capo l'ingegnere Emanuele Jona, ma poiché uno dei cavi - il Siracusa-Bengasi - risultò essere eccessivamente lungo da posare sott'acqua, furono chiamati in causa gli strumenti marini degli inglesi (non ostili all'Italia durante la guerra al sultano), i quali accettarono di partecipare con la Pirelli alle operazioni: la loro posacavi battezzata Cambria e il Città di Milano posarono con successo la parte centrale del cavo. Nel 1912, con l'aggancio Siracusa-Tripoli, vennero ultimati i lavori. I cavi risultano tutt'oggi (nel XXI secolo) esistenti: recentemente (nel 2019) un gruppo di subacquei altofondalisti siracusani ha tracciato l'intero percorso dei suddetti cavi, scoprendone in totale 4: di 2 di essi non se ne conosce né l'origine né la meta (uno risulta tranciato, l'altro risulta dirigersi al centro del Mediterraneo).

### Prima guerra mondiale
Il conflitto che si aprì nel 1914, scaturito in un clima generale fortemente teso e sviluppatosi nel teatro geograficamente sensibile dei Balcani, fu il primo che storicamente assunse proporzioni globali. Allo scoppio della guerra il Regno d'Italia faceva parte della Triplice alleanza: insieme all'Austria-Ungheria e alla Germania; queste due ultime nazioni erano entrate in guerra, ma l'Italia, vincolata a un intervento armato al loro fianco solo in caso di difesa, rimase inizialmente neutrale. Il classico ruolo di terra d'approdo della Sicilia venne in questo scenario profondamente compromesso, poiché le navi che entravano nei suoi porti rischiavano di divenire da un momento all'altro navi nemiche.
Siracusa era entrata da qualche tempo in stretti rapporti con la marina tedesca del Kaiser, motivo per il quale, allo scoppio della guerra, numerose navi germaniche trovarono riparo nel suo porto. Ciò comportò anche la discussa presenza, nell'agosto del 1914, della SMS Goeben e della Breslau (giunte ufficialmente una prima volta nel gennaio 1914), con a bordo il contrammiraglio Wilhelm Souchon: discussa poiché il loro approdo, notturno, sarebbe avvenuto durante l'inseguimento alle stesse da parte degli inglesi e all'insaputa di questi ultimi; nonostante i britannici tenessero la loro flotta, proprio in quei momenti, a sud di Siracusa e a guardia di Malta. Si narra che il vice-console germanico di Siracusa, il barone Giuseppe Bonanno della Delia, avesse accolto i tedeschi nel suo palazzo nobiliare (l'edificio, sito in via Mestranza, sarà in seguito quasi totalmente distrutto dai successivi bombardamenti); qui Souchon e i suoi ufficiali avrebbero infine deposto i loro testamenti - da far recapitare alle rispettive famiglie -, prima di salpare alla volta dei Dardanelli (la Germania aveva da poco dichiarato guerra alla Russia).
Dopo i primi approcci navali, la guerra divenne cruenta e fu caratterizzata dagli scontri di terra: i civili furono chiamati in massa a combattere. Perseguendo obiettivi territoriali (legati all'irredentismo italiano: come l'annessione del Trentino-Alto Adige), il Regno d'Italia nel 1915 entrò in guerra, denunciando la Triplice alleanza e unendosi, tramite il patto di Londra, alla Triplice intesa (composta da Francia, Gran Bretagna e Russia); la Sicilia, che aveva sperimentato proprio con l'Italia la sua prima coscrizione militare obbligatoria (per secoli i siciliani erano rimasti estranei alla leva coatta durante i conflitti bellici, il che aveva reso alquanto traumatico l'avvento della legge savoiarda), mandò al fronte, nei confini dell'Italia settentrionale, gran parte della propria popolazione maschile: con circa 50.000 morti, la Sicilia diede uno dei più alti tributi di sangue durante i logoranti anni del conflitto.

Gruppo di soldati feriti rientrati a Siracusa dal fronte; infermiere volontarie della Croce Rossa leggono per loro (prima guerra mondiale, 1915-1918)

Siracusa e la sua provincia (all'epoca Siracusa-Ragusa) ebbero 9.000 morti durante i combattimenti (insieme alla provincia di Palermo, anch'essa circa 9.000 perdite, fu il dato più grave registrato per provincia). In tale contesto furono numerosi i siciliani decorati al valore.. La città aretusea divenne sede di arruolamento per i soldati in partenza e nel 1918 subì anche degli attacchi navali da parte dei tedeschi; il trentino Paolo Orsi li appuntò nel suo diario di viaggio:
(Paolo Orsi, Siracusa 5 giugno 1918; attacco navale tedesco presso la costa.)
Il 10 giugno, sempre alle prime ore del mattino, l'attacco si ripeté:
(Paolo Orsi, Siracusa 10 giugno 1918; attacco navale tedesco presso la costa.)
L'Orsi, nel frattempo, divenne responsabile delle colonie di sfollati di guerra che dal Nord ebbero riparo in città: i siracusani accolsero circa 4.000 profughi tra veneti (tra cui molti veneziani), istriani e friulani.

### L'influenza spagnola
Tutto d'un tratto, sul finire dell'estate del 1918, i dettagliati diari di Paolo Orsi - sempre pieni di pensieri e appunti rivolti alla guerra in corso - mutarono la loro sostanza: nel siracusano si stava infatti verificando un qualcosa di così grave che fu capace di spazzare via, nel giro di poco, tutta l'attenzione dell'Orsi per la causa del suo Trentino e per le sorti della nazione in guerra; egli in quelle settimane ebbe parole quasi esclusivamente rivolte all'evolversi di un'altra temibile situazione: imperversava in Sicilia la cosiddetta influenza spagnola o febbre spagnola (la Spagna, in quanto nazione rimasta neutrale, era stata la prima a rendersi conto di questa malattia, legando così a sé il nome, ma non l'origine).
L'Orsi è un prezioso testimone di quel che accadde, poiché la spagnola, a causa della concomitanza con i fatti bellici, finì per essere quasi del tutto dimenticata dalle generazioni successive a quelle dei primi del '900. L'Orsi si trovava in quei frangenti nei paesi iblei del siracusano e trascrisse lucide pagine su quanto stava affrontando la popolazione; da Siracusa, giorno 11 settembre, gli giunsero notizie allarmanti (le quali egli, al principio, definì come esagerate):
Sebastiano Agati, noto studioso e artista siracusano dell'epoca, così descriveva l'arrivo della spagnola nella sua città natale:
La situazione si fece sempre più inquietante; Orsi dovette fuggire da Giarratana (un piccolo paese ibleo dell'area siracusana) nel quale si contavano già oltre 2.000 casi di spagnola e si verificavano per essa circa 10 decessi al giorno. Egli attraversò allora l'iblea Chiaramonte Gulfi (anch'essa sita a quel tempo nel perimetro aretuseo), trovando un paese letteralmente deserto; Orsi affermò di non riconoscere quasi più i luoghi che aveva visto prima dell'arrivo della guerra e della nuova malattia. Il conflitto bellico unito al dilagare della letale influenza avevano stroncato la forza lavoro, fiaccato i volti della gente e reso inospitali i paesaggi un tempo verdi e curati.

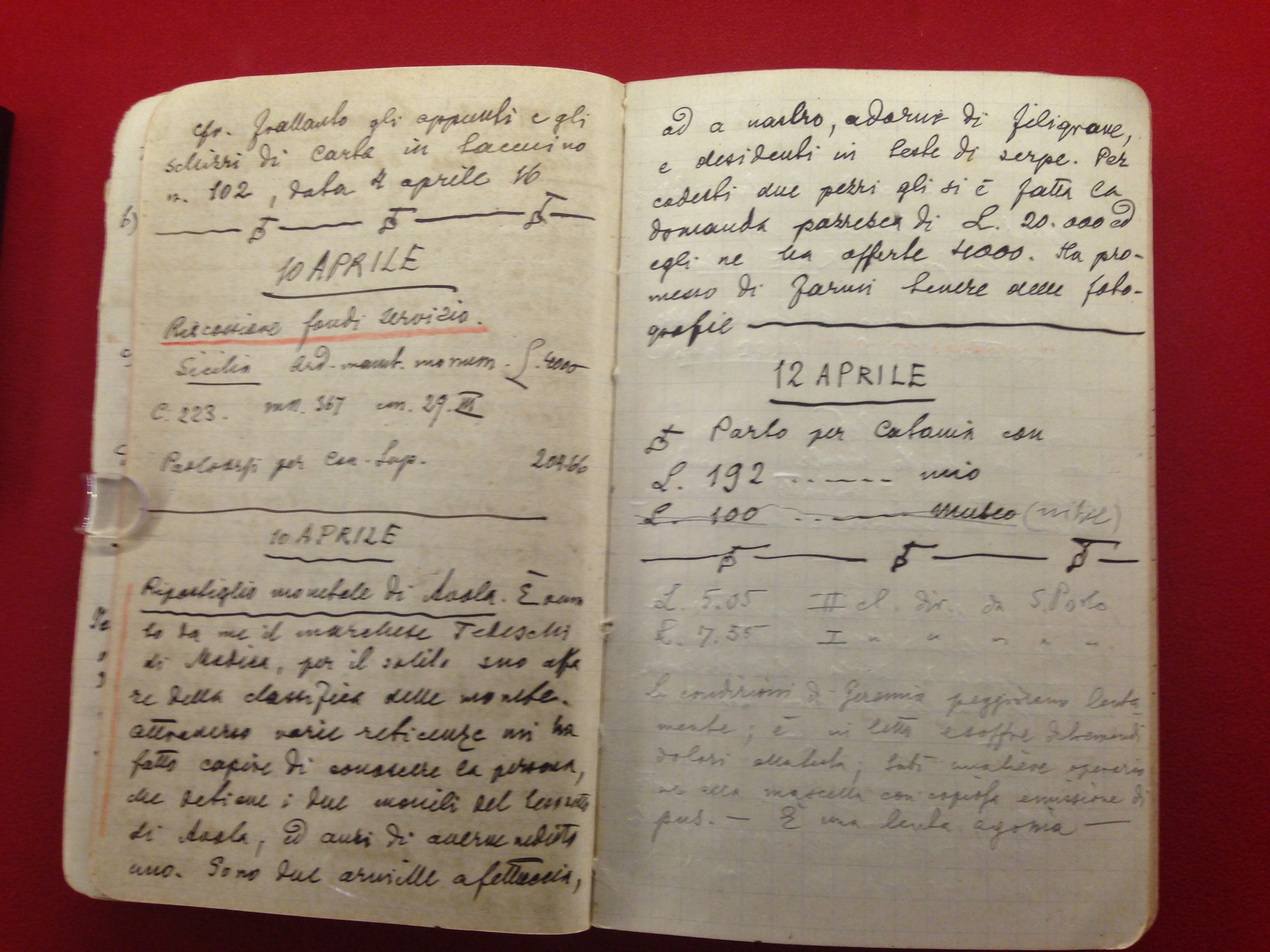
Uno dei taccuini di Paolo Orsi, nei quali egli appuntava testimonianze dirette sulla guerra e sulla pandemia della spagnola (nell'immagine un suo taccuino del 1916, esposto al museo archeologico regionale Paolo Orsi di Siracusa; così intitolato odiernamente in suo onore)

Ospitato presso Palazzolo Acreide (prima del suo rientro in città), l'archeologo roveretano scrisse amaramente su quelli che lui definiva "suicidi" legati alla spagnola, poiché la gente del luogo, non conoscendo altri rimedi curativi, si affidava a metodi alquanto dubbi, facendosi salassare, la cui pratica aveva purtroppo unicamente l'effetto di condurli alla morte molto più rapidamente. La singolarità della spagnola fu che essa risultava letale per gli infanti, per i giovani adulti, per gli uomini e le donne in buona salute, colpendo soprattutto una fascia di età che andava fino ai 40 anni; gli anziani, invece (si sostiene forse per la presenza di antichi anticorpi) non venivano quasi mai duramente colpiti. La spagnola contagiò nel mondo dai 500 milioni a 1 miliardo di persone (il dato varia in base alla consultazione delle numerose fonti), uccidendone dai 25 ai 50 milioni. In Italia essa colpì più duramente la Lombardia e la Sicilia; la prima con circa 36.000 morti e la seconda con circa 30.000 morti. La Sicilia orientale patì grandemente tale pandemia: vi fu un periodo dove nella sola Catania si arrivarono ad avere quasi 100 morti al giorno (70 al giorno a Palermo).
Nonostante fosse circondata, pare che nella città aretusea non si arrivò mai a numeri così gravi, poiché dalla corrispondenza dell'Orsi si evince che i siracusani fossero sì quasi tutti infetti («La borgata S. Lucia è quasi tutta infetta [...] la via Arsenale fino ai Cappuccini tutta infetta.») ma che rispetto ad altre aree qui l'epidemia assunse un carattere più benigno; essa causò comunque in totale diverse centinaia di morti in città (non se ne conosce l'esatto numero). Da una statistica risultò, ad esempio, che a Lentini (pochi chilometri a nord di Siracusa) nel settembre del 1917 vi erano stati solo 9 morti, mentre nel settembre del 1918 ve ne erano stati 265 («le cifre sono di un’eloquenza spaventosa» asserì l'Orsi, il quale aggiunse: «il substrato malarico delle nostre popolazioni campestri dà il più grosso contingente della mortalità»)
Alla fine di settembre si spezzò il crescendo drammatico negli scritti dell'Orsi; tra il 27 e il 28 settembre si verificò infatti una svolta positiva nei suoi bollettini quotidiani sulla spagnola: riempitosi il cielo di nuvoloni, il 28 piovve tantissimo sopra l'area iblea, portando via l'aria calda soffocante. L'archeologo associò alla pioggia la fine di quel duro periodo; i contagi da quel momento in avanti andarono a diminuire. Il 30 settembre egli fece rientro a Siracusa, dove i medici gli dissero che speravano di aver preso il sopravvento sul male. La pioggia continuò a cadere e la situazione migliorò progressivamente, tuttavia l'epidemia nella regione esaurì il proprio corso solo nella metà del 1919.
Ad ottobre i taccuini dell'archeologo tornarono a concentrarsi sulla guerra; il 6 ottobre arrivò una notizia che portò una sferzata di gioia in città: era finita la guerra. Paolo Orsi descrisse la reazione dei siracusani:

### Il bienno rosso, Siracusa la «provincia rossa»

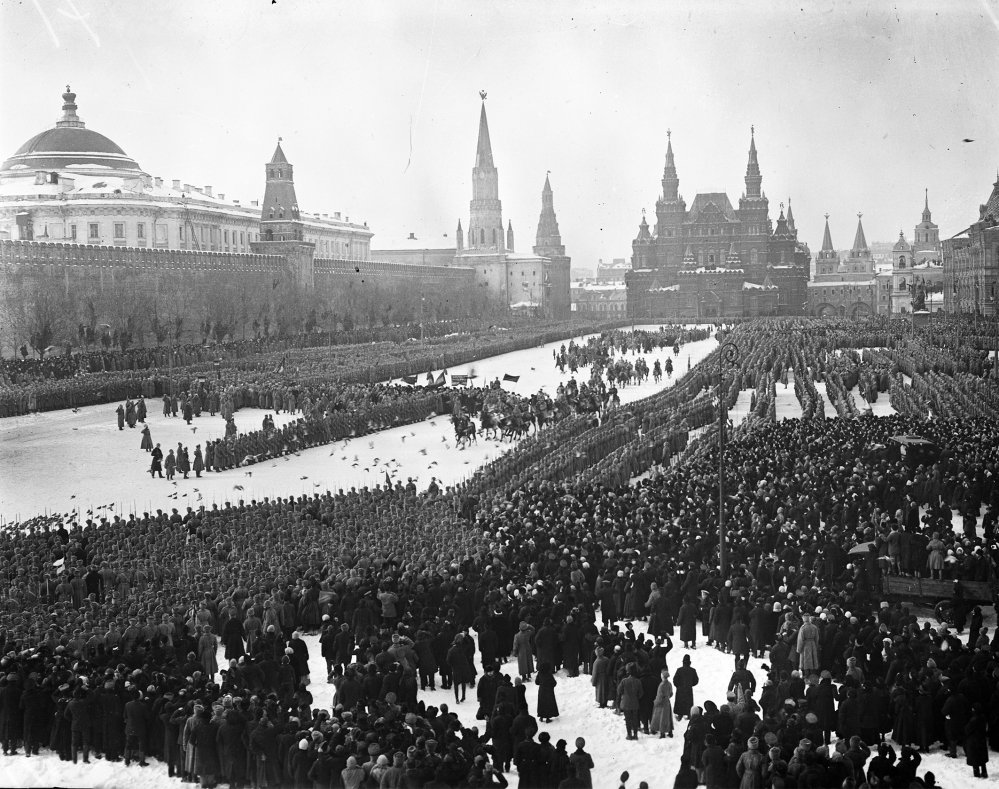
La Rivoluzione russa, che iniziò nel 1917 e portò infine alla nascita dell'Unione Sovietica nel 1922, fu l'evento dal quale traette origine il Biennio rosso in Italia, i cui effetti si fecero ben sentire anche nel siracusano (nell'immagine la parata delle truppe rivoluzionarie nella Piazza Rossa di Mosca)

Ancor prima che incominciasse il primo conflitto bellico mondiale, Siracusa e la sua provincia erano in forte stato d'agitazione politica: basti pensare che tra il 1913 e il 1914 erano stati sciolti i Consigli comunali di una decina di comuni della provincia aretusea, tra i quali figurava anche quello dello stesso capoluogo (facendole registrare un vero e proprio record in tale contesto a livello nazionale). Il dopoguerra e la spagnola avevano inasprito grandemente la già delicata situazione siracusana, restituendo nel 1919 un territorio praticamente pronto all'estremizzazione:
La guerra e la pandemia recarono effetti devastanti sul rincaro dei prezzi; il grano divenne quasi inaccessibile per le famiglie meno agiate, mentre molti altri beni alimentari divennero introvabili; i reduci di guerra rimasero senza lavoro; il proletariato cominciò a scioperare massicciamente, chiedendo a gran voce condizioni sociali a esso più favorevoli. Nacquero grandi fermenti: sull'esempio della Russia, la cui rivoluzione portò in quei medesimi anni alla nascita della Repubblica Socialista Federativa Sovietica Russa, si sviluppò nel Regno d'Italia una rivolta del socialismo che prese il nome di biennio rosso. Siracusa fu una delle aree più fortemente investite da questo clima, tanto da venire soprannominata «la provincia rossa di Sicilia» o anche «la provincia più rossa d'Italia». Il perché di tale epiteto risiedette in una serie di ragioni; anzitutto nel fatto che alle elezioni politiche del 1920 i socialisti del PSI e quelli del PSRI stravinsero in tutto il perimetro siracusano, conquistando 38 dei 50 seggi disponibili (25 i socialisti e 13 socialriformisti, mentre i restanti 11 seggi andarono ugualmente a partiti di sinistra: «Blocco democratico» e Partito Popolare Italiano; nessun seggio andò alla destra); Siracusa assunse allora anche l'epiteto di «roccaforte del socialriformismo», mentre la vicina Lentini divenne la «repubblica bolscevica», esprimendo ciascuna delle due una diversa anima del socialismo e dei diversi sentimenti dell'elettorato.
Quando Lenin nel 1920 dettò a Mosca le sue 21 condizioni, affinché tutti i partiti socialisti degli altri Stati potessero essere membri dell'Internazionale Comunista, gli italiani presenti (tra i quali figurava il siracusano di Chiaramonte Gulfi Vincenzo Vacirca) ebbero opinioni divergenti sull'accettarle o meno; a Siracusa (poco prima che a Livorno si svolgesse il decisivo XVII Congresso del Partito Socialista Italiano) si tenne un Congresso provinciale dei socialisti, il cui tema principale riguardò proprio le condizioni di Lenin: con 383 voti vinse la corrente massimalista; i comunisti ottennero invece 206 voti (tra i siracusani prevalse, insomma, la via più indipendente del socialismo; medesimo risultato si sarebbe poi verificato a Livorno).

Scicli 1920: la festa dei lavoratori per l'insediamento dell'amministrazione rossa (Scicli fu uno dei numerosi comuni iblei dell'area modicana che vide il trionfo dei socialisti)

Due furono i personaggi rossi del siracusano più temuti in quel periodo: il suddetto chiaramontano Vincenzo Vacirca e il lentinese Filadelfo Castro. Vacirca, che per l'appunto si recò a Mosca con una delegazione del PSI per prendere parte al II Congresso dell'Internazionale Comunista, ebbe contatti con numerosi esponenti di spicco del bolscevismo russo (egli ebbe modo di incontrare anche Lenin), ma quando i moscoviti gli chiesero se fosse possibile replicare il modello di Lenin in Italia, egli gli rispose di no; gli italiani non avrebbero eseguito gli ordini di Lenin e avrebbero piuttosto creato un loro originale modello. Il pensiero di Vacirca valse anche per l'area iblea: nel Congresso aretuseo (caratterizzato, si disse, dall'estremismo), tra le altre cose si discusse se fosse o meno il caso di istituire pure in Sicilia i Soviet; alla fine i siciliani, seguendo le parole del chiaramontano (che li considerava come luoghi di pericolosa concentrazione di demagogia, che avrebbe reso ancor più temibili le convulsioni sofferte in quei momenti) decisero di non costituirli, reputandosi non pronti per una simile gestione. Vacirca fece presa soprattutto sul circondario di Modica, a sud-ovest di Siracusa (dove i socialisti controllavano ben 8 dei 13 comuni del circondario): l'antica terra di Modica divenne punto nevralgico del socialismo ibleo (Vacirca fece di Modica la sua dimora; in essa si verificò uno degli eccidi più gravi del periodo rosso e il chiaramontano venne infine costretto a emigrare in America).
Anche a nord-est di Siracusa erano in atto agitazioni politiche notevoli: a Lentini il sindaco socialista Filadelfo Castro capeggiava numerose fila di braccianti agricoli (difatti il socialismo ibleo trovava la sua dimensione ideale non nelle fabbriche ma nell'agricoltura; da sempre il punto forte di tutta l'area sud-orientale) i quali, galvanizzati dal particolare periodo, arrivarono persino a dichiarare l'instaurazione di una Repubblica - che, com'era ovvio che fosse, nessuno riconobbe ufficialmente - di stampo leninista e bolscevico (fu un caso unico in Italia) - e Castro divenne da quel momento un personaggio fortemente sospetto agli occhi delle opposizioni siracusane. Con il sindaco di Lentini vi era anche una donna combattiva dalle origini siracusane: l'attivista Maria Giudice, che giunta dalla Lombardia appositamente per partecipare al movimento socialista siciliano, fu pure lei al centro delle guerriglie che si vennero a creare tra socialisti e fascisti (Maria Giudice aveva fissato, come il Vacirca, la sua dimora a Modica. La Giudice venne anche incarcerata - e poi rilasciata - a Siracusa per aver pronunciato dei discorsi sovversivi durante un comizio che Filadelfo Castro tenne a Lentini e che finì in tragedia: quattro morti e cinquanta feriti fu l'esito finale dello scontro con le forze dello Stato).

### L'avvento del fascismo
L'impetuosa e travolgente adesione al socialismo da parte di una così larga fetta della provincia siracusana non lasciò indifferenti le opposizioni del governo italiano. Ben presto ai comizi rossi si contrappose, anche in Sicilia, la presenza della nuova corrente nata in Alta Italia: il fascismo, il cui nome primordiale fu «Fasci italiani di combattimento»; fondati da Benito Mussolini nel marzo del 1919 a Milano. Il primo fascio di Sicilia nacque proprio nell'area iblea, fondato da un giovanissimo ragusano (Totò Giurato, all'epoca diciassettenne) nel novembre del 1919 presso Ragusa Ibla, ma fu solo nell'estate del 1920 che tale fascio prese corpo, sulla spinta diretta dell'esecutivo milanese (che lo finanziò), con l'obiettivo di contrastare l'ascesa del bolscevismo siracusano. Le rappresaglie tra fascisti e socialisti, alcune gravissime in quanto finivano spesso con il lasciare morti e feriti sul campo, tormentarono particolarmente quest'area nel 1921.

Il re Vittorio Emanuele III con il sindaco socialista di Siracusa Eduardo Di Giovanni nel 1922 (posa della prima pietra per il palazzo delle Poste aretuseo)

Nel frattempo anche a Siracusa era nato il primo fascio (sebbene vi siano delle contraddizioni tra gli storici, sembra che si possa datare con esattazza la formazione del fascio aretuseo nella seconda metà del 1920), con l'intervento determinante del segretario generale dei Fasci di combattimento, Umberto Pasella, che giunse in città per tenere un'orazione rivolta all'ideologia fascista. Tuttavia, nonostante l'adesione di diversi giovani (principalmente reduci di guerra), i fascisti non ottennero considerevole attenzione tra i siracusani: la città rimase, almeno inizialmente, estranea al fascismo.
Siracusa, non a caso detta roccaforte dei socialriformisti e raramente coinvolta negli episodi virulenti che stavano sconvolgendo la provincia, guardava ancora a una possibile strada verso il socialismo, guidata in quel periodo dal suo sindaco Eduardo Di Giovanni (interventista durante la prima guerra mondiale, decorato dopo aver combattutto sul Carso, massone: Maestro Venerabile della locale Loggia Archimede e infine Gran Maestro onorario a vita del Grande Oriente d'Italia).

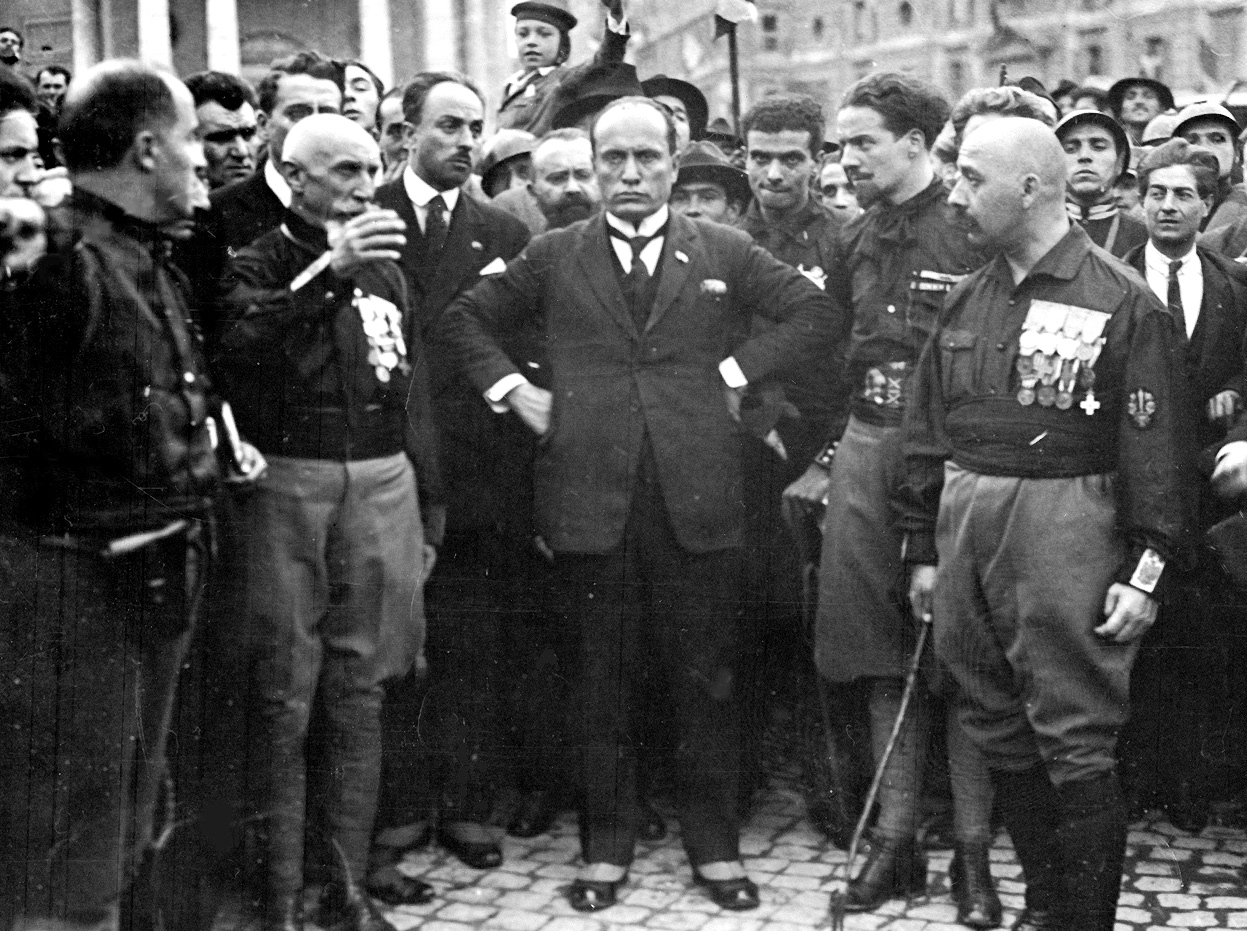
Benito Mussolini con i suoi quadrumviri il giorno della Marcia su Roma (22 ottobre 1922)

Nel 1922 il fascismo - sostenuto dallo squadrismo (il fenomeno dello squadrismo nel siracusano fu paragonato per entità a quello padano e fu estremamente violento, non trovando termini di paragone con il resto dell'isola) - si rafforzò in tutta l'area (l'ultima a cedere sarà Lentini, che guidata da Castro continuerà a occupare terreni e a essere uno dei movimenti agrari più temuti della Sicilia); quello stesso anno avvenne la Marcia su Roma, nel mentre Siracusa diveniva sede del Convegno regionale siciliano sull'antifascismo (controbilanciato dall'Adunata che i fascisti di tutta l'isola avevano fatto a Ragusa solo pochi mesi prima, alla presenza del segretario generale del neo Partito Nazionale Fascista Achille Starace). La svolta totalitaria, che sancì la nascita della Siracusa fascista, accadde nel 1924:
Nell'aprile di quell'anno, quando ormai si era consolidato il concetto di rispondere alla violenza con altra violenza (le lotte tra socialisti e fascisti), si tennero in Italia delle elezioni politiche (quelle che avrebbero consacrato l'ascesa di Mussolini al potere) che fecero grandemente discutere; Siracusa fu tra le circoscrizioni che creò più scandalo, tanto da essere nominata espressamente in parlamento dall'onorevole Giacomo Matteotti (che accusò Mussolini di essere salito al governo in maniera non chiara, non corretta in molte regioni del Sud Italia; il segretario generale del PSU sarà in seguito rapito e ucciso dai fascisti): Mussolini aveva ottenuto in Sicilia un risultato più che soddisfacente (raccogliendo, tramite la Lista Nazionale, il 70% dei voti dei siciliani), tuttavia, non in tutte le province questi voti furono legali; fu questo il caso aretuseo, dove il consenso non fu placido, ma in molti casi venne estorto con l'uso della forza.

Il siracusano Giuseppe Agnello negli anni '20: fu prolifico scrittore e importante figura dell'antifascismo; egli, indignatosi per quel che accadde alle elezioni del 1924, pubblicò articoli pungenti, come «La colossale tratta dei bianchi nel siracusano» in Il Popolo, che gli valsero la censura da parte del fascismo

La denuncia partì dall'ex sindaco Di Giovanni, il quale, amareggiato, spedì un rapporto al prefetto di Siracusa, informandolo che durante i giorni del voto molti siracusani erano stati sopraffatti dalla violenza all'interno dei seggi: l'elettore spesso si ritrovava privato della segretezza del voto (in quanto gli veniva vietato l'accesso alla cabina) e veniva piuttosto obbligato, in un atto naturalmente intimidatorio e prevalicatore, a votare sul tavolo presidenziale, senza alcuna riservatezza e circondato da fascisti armati. In alcuni paesi della provincia si verificarono casi ancor più violenti: ad Avola, ad esempio, un giovane comunista venne picchiato prima del voto e arrestato; a Priolo Gargallo (a quel tempo borgo aretuseo) i socialisti e la quasi totalità della popolazione si astenettero dall'andare a votare (per protestare contro la creazione della Lista Nazionale) e i fascisti locali reagirono compiendo una spedizione punitiva nel borgo (Priolo era già stato al centro delle cronache, quando, nel 1921, era stata fatta scoppiare una bomba nel treno fermo alla stazione, all'interno del quale si trovava Filadelfo Castro e il prefetto siracusano Santangelo). Molto più calma fu invece la situazione nel Nord Italia, dove gli altri partiti furono lasciati liberi di gareggiare onestamente con il fascismo e dove non venne violato il riserbo dell'elettore. Nasceva così la Siracusa fascista, la cui provincia di allora viene odiernamente indicata dagli storici come la prima «provincia nera di Sicilia» (a voler sottolineare non solamente il cambio di passo rispetto alla «provincia rossa» degli anni precedenti, ma soprattutto le robuste radici che l'organizzazione fascista era riuscita a immettere nel territorio).

### L'opera di fascistizzazione della società siracusana
Subito dopo le elezioni, giunse in città Pietro Gobetti (il giovane filosofo, giornalista e antifascista torinese che, denunciato inizialmente da Mussolini proprio per essersi recato in Sicilia, sarà perseguitato e picchiato dai fascisti, morendo a Parigi due anni dopo la sua visita siracusana), il quale prese qui contatto con dei gruppi aderenti alla sua Rivoluzione liberale; egli inoltre si incontrò con il professore netino di politica ed economia, Gaetano Navarra Crimi, con il quale il Gobetti intratteneva un rapporto epistorale dal 1923.
Pochi giorni dopo la partenza di Gobetti, arrivò a Siracusa, il 12 maggio 1924, il Duce: egli si trovava in Sicilia dal 6 maggio, giunto a bordo della Dante Alighieri, Mussolini fece la sua prima tappa a Palermo; in seguito proseguì verso l'agrigentino, arrivando a Catania e visitando l'area iblea. Siracusa fu la sua ultima tappa. Il Duce, che nei suoi più recenti discorsi aveva professato amore per l'isola di Sicilia e per il suo popolo, giunto nella città aretusea disse:

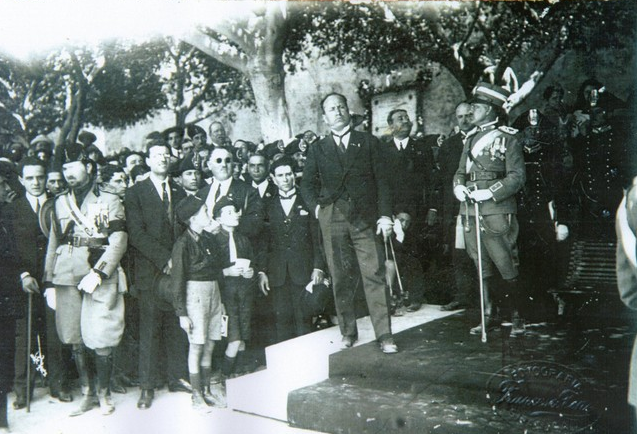
Benito Mussolini durante la sua prima visita a Siracusa nel maggio del 1924

Qualche mese dopo, le parole del Duce vennero in qualche modo suggellate, ritornando al luogo d'origine del fascismo siciliano: arrivò in luglio una delegazione di alte figure del Regime (Roberto Farinacci, Costanzo Ciano, Pietro Bolzon), le quali, recatesi presso Ragusa Ibla, fecero incidere su una lapide appesa a un muro la seguente frase: «Prima fra le città sicule, Ibla, con un suo nucleo di forti accettò l'apostolato di Benito Mussolini»
Nonostante il Duce avesse affermato nel capoluogo come fossero false le voci di un'estraneità, o di un'insensibilità, siciliana verso la dottrina fascista, la direzione del PNF sentì comunque la necessità di irradiare più nel profondo il verbo del fascismo nel siracusano, accentrando le masse operaie - ancora assorbite dal socialismo - verso il sindacalismo dei fascisti; venne quindi spedito a Siracusa nel 1925 un esponente importante di questa categoria: l'umbro Tullio Cianetti (futuro ministro delle corporazioni), che - descrivendo la terra aretusea come un ambiente «fertilissimo» per l'avvento di un'ottima organizzazione fascista - affermò di poter «fascistizzare Siracusa nel giro di pochi mesi».
La convinzione di Cianetti venne però messa duramente alla prova, al punto tale da fargli esclamare che a Siracusa, in realtà, il fascismo era niente meno che un'«aberrazione»; la politica siciliana, ben lontana dall'aver assorbito correttamente il sentimento fascista, pensava solamente ai propri personali interessi: essa, volubile, era pronta a inneggiare alla stessa identica maniera Mussolini come Lenin, così come già lo fece con Giolitti, a patto che non venisse lesa dal cambiamento, asseriva Cianetti; ecco perché, proseguiva il sindacalista umbro, era importante che i vertici del fascismo ignorassero i «piagnistei» e i «reclami» che sarebbero giunti loro da Siracusa, poiché facevano parte della sua azione, dura ma risoluta, contro l'antico sistema di amministrazione. Quella di Cianetti si rivelò, tuttavia, una lotta almeno parzialmente persa: per il suo interesse verso l'organizzazione socialista (ad esempio egli elogiò il socialismo di Lentini, ritenendolo l'unico serio esperimento rosso di Sicilia) egli venne facilmente accusato dai politici siracusani di essere filo-bolscevico e nonostante la sua negazione, questi chiesero e ottennero, nel 1926, rivolgendosi alla direzione generale fascista, di farlo trasferire lontano da Siracusa (Cianetti proseguirà poi la sua carriera presso Carrara e in altri luoghi ancora, godendo comunque della fiducia personale di Mussolini; a tal proposito Cianetti sarà il solo partecipante del cosiddetto Ordine del giorno Grandi a ricevere la grazia del Duce).

### Tra cultura totalitaria e colonialismo

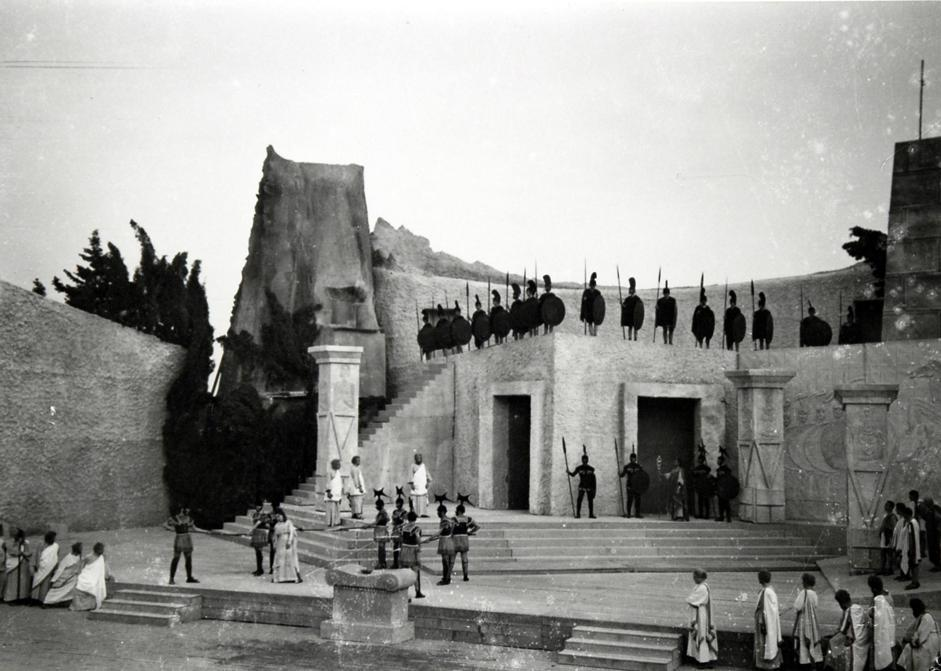
Uno degli spettacoli organizzati dai siracusani al Teatro Greco agli inizi del '900; fu Mussolini a far nascere ufficialmente l'INDA nel 1925

Alla fine degli anni '20 anche Siracusa poteva dirsi una città fascista: i siracusani si lasciarono anch'essi travolgere dal clima prettamente dittatoriale del fascismo: la figura del Duce divenne motivo di venerazione e ogni suo proclama o apparizione era capace di scatenare nella folla una sorta di delirio collettivo.

Il culto del Duce sulla facciata della sede della federazione fascista di Roma, il cui volto è contorniato da una larga serie di "Sì", in occasione delle elezioni politiche italiane del 1934 (valide solamente per eleggere i membri della Camera dei Deputati della dittatura); elezioni che la lista di Mussolini vinse con il 96,46% di voti (a Siracusa solamente in 7 votarono contro su quasi 70.000 votanti)

La scuola, essendo luogo di ritrovo e fonte principale della formazione dell'individuo, rappresentava per il regime fascista un punto fermo su cui fare aderire in maniera categorica le dottrine del fascismo. Non era insolito leggere sui muri all'interno delle classi, in ordinato stampatello, frasi dove si inneggiava al sacrificio estremo della gioventù per la causa della Rivoluzione fascista. Si incominciava già da molto piccoli ad assimilare il concetto di appartenere a una patria militarizzata.
I bambini, e poi i giovani, venivano accompagnati durante tutta la loro crescita dall'ideologia fascista: la società italiana doveva essere atletica, sportiva, oltre che obbediente e ardita; per tale motivo anche a Siracusa, come nel resto d'Italia, venivano fatte con molta frequenza gare ginniche, manifestazioni in diversi tipi di discipline, saggi di danza corali.
Anche l'incoraggiamento del regime per la ripresa delle Rappresentazioni classiche al Teatro greco di Siracusa (nate nel 1914 e interrotesi durante la prima guerra mondiale) voleva essere uno stimolo a far riemergere quella cultura classica antica che poteva essere strumentalizzata per «legittimare l'impegno civilizzatore [degli italiani] nel Nordafrica». Benito Mussolini, dopo essere rimasto affascinato, disse, da uno degli spettacoli siracusani (egli nel 1924 assistette a una tragedia di Eschilo: I sette contro Tebe), volle che questa città fosse la sede dell'INDA (ovvero l'Istituto Nazionale del Dramma Antico), che avrebbe avuto l'incarico di riportare sulle scene dei teatri antichi di tutta Italia, non solo della Sicilia, la rievocazione dello spettacolo classico.
Seppure il regime ebbe un occhio certamente attento e di riguardo verso il mondo culturale di Siracusa (ad esempio risale a Mussolini la scelta di indirizzare, per la prima volta e in maniera seria, questa città verso l'ambiente del turismo, inserendola nel 1926 nell'elenco delle stazioni di cura soggiorno e turismo in Italia, o la scelta del regime di farla divenire a metà degli anni '30, tramite il comitato dell'OND, sede della prima mostra etnografica di arte popolare nella nazione; tenendo tra l'altro conto dell'impegno già intrapreso con i continui cicli di spettacoli classici), odiernamente si può affermare che tale attenzione non la ebbe nei confronti dell'economia e della geo-politica siracusana: nel 1927 Mussolini non esitò a indebolire la posizione socio-economica siracusana, andando a tagliare in due l'omonima provincia, ricavando dalla stessa la provincia di Ragusa (il 1927 fu l'anno nel quale il Duce creò ben 17 nuove province in Italia).
Il confine delle due nuove realtà territoriali venne stabilito presso Capo Passero (l'antico Capo Pachino), nonostante le proteste degli abitanti di Siracusa e le proteste degli abitanti di Modica (penalizzata per aver legato troppo il suo nome al periodo dell'apogeo rosso nel siracusano; così come Ragusa beneficiò dell'essere stata il fulcro del primo fascio siciliano). Essendo comunque il territorio sud-orientale un contesto tradizionalmente molto policentrico, tutte le antiche realtà sopravvissero egregiamente ai nuovi mutamenti. Tuttavia, le delusioni maggiori i siracusani le ebbero con la questione coloniale, che per essi doveva rappresentare, concretamente, un punto di svolta definitivo per il risorgimento della loro città:
Quando il regime fascista conquistò altri territori coloniali (perpetrando una politica di vecchia data ma ancora in auge in Europa, la quale era su larga scala impegnata, fin dalla fine dell'800, in quella che venne detta eloquentemente «Corsa all'Africa», quasi all'apice del Nuovo imperialismo mondiale), espandendosi nell'Africa Orientale (occupazione che fu gravemente colpevole di crimini contro l'umanità), Siracusa, in quanto città marittima già toccata dal clima coloniale - essendo sede logistica delle truppe e sede telegrafica di riferimento -, si aspettava di divenire adesso la sede principale di un grosso porto per le colonie (essa voleva fungere da «centro metropolitano tra la madrepatria e le colonie» e aveva anche approntato un piano urbanistico, definito come grandioso, per divenire tale); ciò non si verificò. Il governo italiano, ridimensionando notevolmente gli entusiasmi coloniali dei siracusani, non acconsentì né a dare alla città il porto franco (status giuridico che Siracusa desiderava riottenere da secoli, avendolo detenuto in epoche più antiche) né a fare del lido aretuseo un hub del Mediterraneo, decentrando piuttosto da essa, a più riprese, quei ponti culturali ed economici diretti verso le nuove colonie.
E se fu pur vero che l'economia e il dinamismo della città, inizialmente, furono tra i primissimi beneficiari della storia coloniale italiana (significativo il fatto che qui trovava la sua sede uno dei più importanti sbocchi logistici dell'Impero mussoliniano, dato dalla stazione di Siracusa Marittima, che provvedeva a far giungere in Africa una grande varietà di merci; soprattutto generi alimentari), fu vero anche che le aspettative dei siracusani erano ben più ambiziose, prevedendo molto più di quel che alla fine venne concesso loro; specie da quando era avvenuto il taglio del canale di Suez sul mar Rosso e Siracusa attendeva dall'ora di divenire tappa primaria, posta al centro del mar Mediterraneo, della via marittima che conduceva alle Indie orientali.

Piazza del Duomo affollatissima per il discorso serale di Mussolini. La sua visita alla città ebbe seguito l'indomani mattina

Il Duce tornò in Sicilia nell'estate del 1937 (fece passare ben tredici anni tra le due sue visite), nella quale poté constatare quanto entusiasmo vi fosse da parte del popolo siciliano nei confronti del fondatore di questo novello Impero. In quell'occasione egli venne nuovamente nella città aretusea, che salutò legandola a due aggettivi ben precisi: fedeltà e vetustità. Disse infatti di essere ben lieto di ritrovarsi, dopo così tanto tempo e dopo così tanti avvenimenti «destinati a rimanere incancellabili nelle memorie della Patria», in mezzo «alla fedele gente dell'antichissima Siracusa». Qui pose inoltre l'accento sull'Impero: disse che bisognava ritornare millenni indietro nel tempo, e precisamente al tempo dell'Impero romano di Augusto, per ritrovare una situazione florida e «così ardente di passione, così ricca di avvenimenti» come quella offerta dal fascismo. Per il resto fu un discorso abbastanza indolente nei confronti dei siracusani: affermò che in Italia non esistevano province preferite o province trascurate dal regime, ma che tutte erano uguali davanti a Roma (divenuta nuovamente centro imperiale); che per essere premiati bisognava assumersi gravose responsabilità e adempiere al proprio dovere con il massimo rigore. Proseguì poi affermando che tutta la Sicilia, così come tutta l'Italia, «eleva un grido possente attraverso il quale il popolo esprime la sua ferma volontà di essere pronto a ogni cimento, preparato a ogni sacrificio, deciso a strappare in ogni caso la vittoria».
La folla, che quella sera del 12 agosto 1937 si era radunata numerosissima in piazza del Duomo, delirò comunque per lui; non mancarono crisi isteriche, pianti di gioia e urla, al punto tale che Mussolini non riuscì a concludere il proprio discorso. Il capo del fascismo accennò a Siracusa al fatto che a Palermo si sarebbe tenuto un discorso molto importante che avrebbe riguardato non solo la Sicilia ma la situazione, ormai tesa, che si era venuta a creare con le altre potenze estere (l'Italia aveva da poco superato le sanzioni economiche scaturite dalla Società delle Nazioni come ammonizione per quanto accaduto con l'impresa coloniale italiana in Africa).

## Fonti
Note esplicative
1. ↑  Di seguito un passo della testimonianza citata ne Il Tempo: 
«S.M. l’Imperatore di Germania da oggi é in guerra con la Gran Bretagna, la Francia e la Russia. La divisione navale di S.E. l’Ammiraglio Souchon composta dal “Goeben” e dal “Breslau” proveniente da Messina, conta completare nel porto di Siracusa il carico di carbone che non ha potuto fare a Messina. Data la neutralità dell’Italia non si può trattenere nel porto che sino all’imbrunire. E’ uso consegnare, nell’ultimo porto neutrale, al Console di S.M. i testamenti dei signori ufficiali e le valigie con le cose più care che li legano ancora alle famiglie; ed il sestante dell’Ammiraglia»
(Ufficiale tedesco al vice-console onorario di Siracusa, Giuseppe Bonanno della Delia, cerimonia al palazzo di Via Maestranza, 6 agosto 1914.)
2. ↑  Tra i siracusani emerge, in particolare, il nome di Francesco Angelino: ferito e rinchiuso in un campo di prigionia in Boemia, dopo aver partecipato come volontario al primo forzamento di Pola, riuscirà a fare ritorno, tornando a servire la patria: egli diverrà infine 1º capitano del Corpo degli equipaggi militari marittimi. Fu medaglia d'oro al valor militare.
3. ↑  L'eccidio di Modica (detto anche Strage di Passo Gatta, dalla località modicana dove esso avvenne) fu uno dei più gravi fatti di sangue che caratterizzarono il bienno rosso siracusano: esso si verificò il 29 maggio del 1921, poco dopo un'altra strage che aveva colpito il centro di Ragusa in aprile (dove Vacirca scampò a un attentato), ed ebbe il fine di far dimettere l'amministrazione socialista modicana: l'episodio fu solamente l'ultimo di una serie in ordine di tempo e arrivò dopo un crescendo di tensioni e ritorsioni tra socialisti e liberali (eloquente, in tal senso, fu una lettera che Vacirca indirizzò al prefetto di Siracusa il 3 maggio 1921, nella quale, inacerbito, preannunciava una sorta di azione estrema da parte dei socialisti, dove l'unica cosa che sarebbe stata risparmiata agli avversari sarebbe stato lo stupro delle loro donne). Per un'analisi dettagliata dei fatti modicani vd.  Adolfo Lutrario, Biennio rosso in periferia: 29 maggio 1921 il conflitto di Modica (PDF), su labibliotecadibabele.net. URL consultato il 23 settembre 2020.
4. ↑  Quella di Matteotti fu una vicenda dalle tinte molto oscure: il suo omicidio pare non fosse legato esclusivamente alle accuse, comunque pesanti, di brogli elettorali che egli rivolse a Mussolini e ai fascisti, ma piuttosto a ciò che egli aveva scoperto (e stava per riferire alla Camera dei deputati) riguardo a delle tangenti petrolifere che coinvolgevano la famiglia Mussolini e il governo italiano (tra i quali anche il siracusano Orso Maria Corbino, cittadino di Augusta, all'epoca ministro dell'economia nazionale) e che erano legate al monopolio accordato all'americana Sinclair Oil Company (compagnia petrolifera che gravitava intorno agli interessi della più potente Standard Oil dei Rockefeller) per la ricerca e lo sfruttamento di giacimenti petroliferi in Sicilia, oltre che in Emilia-Romagna. In ogni caso, Mussolini, poco tempo dopo, si assunse egli stesso la responsabilità per il clima di forte tensione venutosi a creare intorno ai discorsi di Matteotti, scagionando da ciò l'ideologia del fascismo, che nulla, egli disse, aveva a che fare con quanto accaduto.
5. ↑  Crimi, che si occupò largamente dei problemi economici siciliani, sarà nel 1926 il promotore per la fondazione di un'Università coloniale a Siracusa; da egli battezzata con il nome di «Reale Accademia degli studi coloniali». Un progetto ambizioso che, nonostante arrivasse a costituirsi con dei fondi finanziari, non venne mai inaugurato. Vd. Istituto coloniale italiano, L'oltremare, 1929, pp. 102, 104, 132 = L'università italiana rivista dell'istruzione superiore, 1926, pp. 104, 105, 137.
6. ↑  Pur non dimenticando che Siracusa aveva ancor prima di allora un rapporto importante con questo settore emergente: essa nei secoli appena trascorsi era stata una delle principali tappe del Grand Tour e nel 1925 poteva già contare, nel solo capoluogo, una ventina di alberghi (tra i quali quattro di lusso). L'intervento di Mussolini poi, permise di incrementare le presenze turistiche: nel 1935 la città annoverò la cifra importante di 200.000 visitatori stranieri in un solo anno. Cfr. Gaetano Calabrese, Gli archivi d'impresa in Sicilia: una risorsa per la conoscenza e lo sviluppo del territorio, 2007, p. 205; Melania Nucifora, 2017, p. 35.
7. ↑  Il ruolo, economico, a cui ambiva Siracusa era stato coltivato fin da dopo l'Unità d'Italia; riproposto durante il fascismo e ancora sperato nel secondo dopoguerra mondiale. Ruolo che sarebbe stato legittimato dalla posizione geografica. 
«[...] è facile dedurne, che Siracusa è situata tra un mondo che la civiltà ha conquistato, ed un altro mondo che la civiltà deve conquistare: è l'anello di congiunzione tra le due gran parti del genere umano, diverse per religioni, per razze, per costumi, per tradizioni e per intelligenza.»
 In citazione il pensiero del professore Ugo Calindri, allora direttore del Bullettino dell'Istmo di Suez. Tratto dal 4° volume del 1859; pensiero permeato di quel razzismo che avrebbe toccato il suo culmine proprio negli anni della dittatura fascista.

Riferimenti
1. ↑  Privitera, 1879, pp. 472-473.
2. ↑  Paolo Preto, Epidemia, paura e politica nell'Italia moderna, 1987, p. 301.
3. ↑   La Sicilia e il colera del 1837, su lidentitadiclio.com. URL consultato il 3 agosto 2020.
4. 1 2 3  Istituto siciliano di studi politici ed economici, Alessandro Loreto, Musica e musicisti a Siracusa nel XIX secolo, 1998, pp. 20, 29
5. ↑  Luigi Serristori, Statistics dell'Italia, 1842, p. 322.
6. ↑  Privitera, 1879, pp. 476, 480-481.
7. 1 2  Privitera, 1879, p. 481.
8. ↑  Privitera, 1879, p. 482; Vincenzo Ficara, Giovanni Boncoraggio e il brigantaggio siracusano, 1985, p. 75.
9. 1 2  Privitera, 1879, pp. 483-484.
10. 1 2 3 4  Università di Catania, Istituto di storia economica, Annali del Mezzogiorno, vol. 14, 1974, pp. 36, 41-43.
11. 1 2 3 4 5  Matteo Sanfilippo (a cura di), Emigrazione e storia d'Italia, 2003, pp. 143-164 ISBN 9788881011568.
12. 1 2 3 4 5 6  Leone Efisio Picone, La provincia di Siracusa: monografia economica, 1925, pp. 266, 272-273
13. ↑  Ministero degli Affari Esteri, Commisariato dell'emigrazione, Emigrazione e colonie raccolta di rapporti dei R. R. Agenti diplomatici e consolari, 1906, p. 234.
14. ↑  Vd. Emanuela De Menna, Gastone Ave, Architettura e urbanistica di origine italiana in Argentina, p. 42.
15. ↑  Angelo Rodolfo Stiassi, Gli italiani in Australia, 1979, p. 39.
16. ↑  Istituto poligrafico dello stato, Gazzetta Ufficiale della Repubblica Italiana, 1896, pp. 1755-1756.
17. ↑  L'illustrazione popolare, cap. Ricordi di re Edoardo in Italia, 1904, p. 289.
18. ↑  La lettera in lingua originale è visionabile qui: Syrakus, den 19. April 1904, Bernhard von Bülow, Deutschland und die Mächte vor dem Krieg, vol. 1, 2014, pp. 78-79.
19. ↑  Christopher Clark, I sonnambuli: Come l'Europa arrivò alla Grande Guerra ISBN 9788858127308
20. ↑  Istituto poligrafico dello stato, Gazzetta Ufficiale della Repubblica Italiana, 1908, p. 1791.
21. 1 2   I terremoti, su reggiocal.it. URL consultato il 23 agosto 2020 (archiviato dall'url originale il 18 ottobre 2020)..
22. ↑  Il terremoto e il maremoto del 28 dicembre 1908: analisi sismologica, impatto, prospettive, a cura di G.Bertolaso, E.Boschi, E.Guidoboni e G.Valensise, DPC–INGV, Roma–Bologna 2008, p. 184.
23. 1 2 3 4  Maria Teresa di Paola, L'emergenza come fatto politico: l'intervento della Marina inglese nel terremoto di Messina del 1908 in Archivio storico messinese, vol. 67, 1994, p. 104, 108, 109, 111, 116.
24. ↑   Anniversario terremoto 1908, domani solenne esposizione del simulacro di Santa Lucia, su siracusa2000.com. URL consultato il 23 agosto 2020.
25. 1 2 3 4  Sandro Attanasio, 28 Dicembre 1908 ore 5,21: terremoto, 1988, pp. 96-97, 203 ISBN 9788877960092
26. ↑  Giorgio Boatti, La terra trema: Messina 28 dicembre 1908, 2004, p. 85.
27. ↑  Storia della Croce Rossa Italiana dalla nascita al 1914 (a cura di Costantino Cipolla, Paolo Vanni), 2013, p. 714.
28. ↑  Ezio Maria Gray, L'invasione tedesca in Italia: professori, commercianti, spie, 1915, pp. 66-67.
29. ↑  Rosalba Galvagno, I viaggi di Freud in Sicilia e in Magna Grecia, 2010, p. 40 ISBN 8877513152
30. ↑   Freud in Sicilia, su ricerca.repubblica.it (Archivio). URL consultato il 9 settembre 2020.
31. ↑  Siracusa antica e moderna: il Val di Noto nella cultura di viaggio, 2006, p. 101.
32. ↑  Otto Weininger (a cura di Michele Cometa), Simbolica della natura: Taccuino e lettere, p. 26 ISBN 9788869449727.
33. 1 2 3 4  Riccardo Romano, Il racconto della mente. Il mito nella relazione psicoanalitica, 2002, p. 119, p. 122 ISBN 9788822053251; Giuseppe Barone, Storia mondiale della Sicilia, cap. 1910: i templi di Freud ISBN 9788858135082
34. ↑  Sigmund Freud, Opere 1886-1921, cap. L'interpretazione dei sogni, 2013 ISBN 9788854125612
35. ↑  Rosalba Galvagno, I viaggi di Freud in Sicilia e in Magna Grecia, 2010, p. 167.
36. 1 2  Associazione nazionale marinai d'Italia, Storia delle comunicazioni, marzo 2016.
37. ↑   Siracusa. Dai fondali dell’Arenella fino alla Libia: la storia svelata di due cavi sottomarini, su www.siracusaoggi.it. URL consultato il 10 settembre 2020.
38. ↑  Camera dei deputati del Regno d'Italia, Atti parlamentari: 11 giugno 1923, p. 1007.
39. ↑  Gary Staff, German Battlecruisers of World War One: Their Design, Construction and Operations (EN) , 2014, p. 114 ISBN 9781848322134 = Roberto Giardina, 1914 la grande guerra: L'Italia neutrale spinta verso il conflitto, 2014, cap. Gennaio 1914, ISBN 9788868301590.
40. ↑  Frederick Harcourt Kitchin, The Silent Watchers: England's Navy During the Great War: what it Is, and what We Owe to it (EN) , 1918, p. 117.
41. ↑  Articolo in archivio de Il Tempo, rubrica Mosconi (a cura di Diego Calcagno e Fabrizio Sarazani); testimonianza originaria di Michele Bonanno di Linguaglossa (1900-1973): citazioni tratte dall'articolo dell'erede Giuseppe Bonanno di Linguaglossa (I Testamenti di Souchon (Agosto 1914)), 3 agosto 2014.
42. ↑  Giuseppe Barone, Banca popolare di Ragusa, La Bibilioteca - Gli Iblei nella Grande Guerra, 2015, p. 13.
43. 1 2 3 4 5 6 7 8 9 10 11 12 13 14 15 16  Paolo Orsi, la guerra e Palazzolo Acreide: diario di viaggio nell'estate del 1918 di Beatrice Basile, Anita Crispino, in Viaggio in Sicilia. Racconti, segni e città ritrovate. Atti del X Convegno di Studi (a cura di ), Caltanissetta 2014, pp. 331-351 ISBN 9788882414412.
44. ↑  Eugenia Tognotti, La «Spagnola» in Italia. Storia dell'influenza che fece temere la fine del mondo (1918-1919) , Milano 2002 ISBN 9788891712981.
45. ↑   L'area iblea nel ventennio fascista: la politica (pp. 139) (PDF), su archivia.unict.it (Archivio istituzionale dell'Universita' di Catania). URL consultato il 19 settembre 2020.
46. 1 2  Giorgio Alberto Chiurco, Storia della rivoluzione fascista, vol. 2, 1972, pp. 190, 200.
47. ↑  Anselmo Madeddu, Vittorini da Robinson a Gulliver, 1997, p. 36 ISBN 9788872670200; Pietro Secchia, Enciclopedia dell'antifascismo e della Resistenza, 1968, p. 546.
48. ↑  Centro storico uomini rappresentativi del socialismo, La Parola del popolo, volumi 65-75, 1964, p. 41.
49. ↑  Archivio storico per la Sicilia orientale, 1977, p. 437 = La Parola del popolo, Volumi 65-75, 1964, p. 29.
50. 1 2 3  Massimo Grillo, I Vittorini di Sicilia, 1993, p. 97 ISBN 9788877671226;
51. ↑  Giuseppe Miccichè, Dopoguerra e fascismo in Sicilia, 1919-1927, 1976, p. 85.
52. ↑  Marcello Saija, I prefetti italiani nella crisi dello Stato liberale, vol. 2, 2001, p. 313.
53. ↑  Artic. su La Repubblica in Archivio: Giovanni Criscione, Il siciliano rosso che disse no a Lenin, archiviato il 20 novembre 2013.
54. 1 2  Giuseppe Miccichè, Dopoguerra e fascismo in Sicilia, 1919-1927, 1976, pp. 80-82.
55. ↑  Pietro Nenni, Storia di quattro anni: 1919-1922, 1946, p. 81.
56. ↑  Anselmo Madeddu, Vittorini da Robinson a Gulliver, 1997, p. 75 = Totalità, 1934, p. 45.
57. ↑  Anselmo Madeddu, Vittorini da Robinson a Gulliver, 1997, p. 36.
58. ↑  Jole Calapso, Una donna intransigente: vita di Maria Giudice, 1996, p. 28 ISBN 9788838912726.
59. ↑  Anselmo Madeddu, Vittorini da Robinson a Gulliver, 1997, p. 37.
60. ↑  Santi Correnti, Storia della Sicilia, 1999, p. 608.
61. ↑  Marcello Saija, I prefetti italiani nella crisi dello Stato liberale, Volume 2, 2001, p. 314.
62. 1 2 3  Massimo Grillo, I Vittorini di Sicilia, 1993, p. 124; Giuseppe Agnello, La mia vita nel ventennio, 1962, p. 23.
63. ↑  Marcello Saija, I prefetti italiani nella crisi dello Stato liberale, vol. 2, 2001, p. 318.
64. ↑  Giuseppe Barone, Potere e società in Sicilia nella crisi dello Stato liberale: per una analisi del blocco agrario, 1977, p. 246.
65. ↑  Fondazione "Ignazio Mormino" del Banco di Sicilia, Nuovi quaderni del meridione, vol. 14, 1976, p. 63 = Le Monnier, Il Ponte, 1973, p. 1068.
66. ↑  Discorsi parlamentari di Giacomo Matteotti: Pubblicati per deliberazione della Camera dei deputati, vol. 2, 1970, p. 862.
67. ↑  Patrizia Dogliani, Il fascismo degli italiani: Una storia sociale, 2014 ISBN 9788851126988.
68. 1 2  Archivio storico per la Sicilia orientale, volumi 80-82, p. 508; Corriere di Sicilia, n. dell'8 aprile 1924.
69. ↑  Concetta Muscato Daidone, Avola. Storia della città. Dalle origini ai nostri giorni, 2011, p. 173.
70. ↑  Il progresso tecnologico e la società italiana: atti, vol. 5, edizione 3, 1960, p. 248.
71. ↑  Anselmo Madeddu, Vittorini da Robinson a Gulliver , 1997, p. 37.
72. ↑  Salvatore Lupo, Il fascismo: la politica in un regime totalitario, 2005, p. 202 ISBN 9788879899246
73. 1 2  Antonio Baglio, Il Partito nazionale fascista in Sicilia: politica, organizzazione di massa e mito totalitario, 1921-1943, 2005, p. 29 ISBN 9788888546582; Maurice Aymard, Giuseppe Giarrizzo, La Sicilia, 1987, p. 434 ISBN 9788806593490.
74. ↑  Raffaele Crovi, Il lungo viaggio di Vittorini: una biografia critica, 1998, p. 34.
75. ↑  Centro studi Piero Gobetti, L'archivio di Piero Gobetti. Tracce di una prodigiosa giovinezza: Tracce di una prodigiosa giovinezza, 2010 ISBN 9788856828733.
76. ↑  Istituto siciliano di studi politici ed economici, Giuseppe Tricoli, Mussolini a Palermo nel 1924, 1993, p. 200.
77. ↑  Massimo Grillo, 1993, p. 253.
78. ↑  Leonardo Sciascia, Fatti diversi di storia letteraria e civile, cap. La contea di Modica, 2016 ISBN 9788845977060.
79. 1 2   L'area iblea nel ventennio fascista: il sindacato (PDF), su archivia.unict.it. URL consultato il 27 settembre 2020. = Lettera di Tullio Cianetti a Edmondo Rossoni del 12/08/1925, in ACS, fondo Tullio Cianetti, B.7.
80. ↑  Maurice Aymard, Giuseppe Giarrizzo, La Sicilia, 1987, p. 434.
81. 1 2 3  Salvatore Lupo, Il fascismo: la politica in un regime totalitario, 2005, p. 203.
82. ↑  Rosario Mangiameli, Officine della nuova politica: cooperative e cooperatori in Sicilia tra Ottocento e Novecento, 2000, p. 122.
83. ↑  Antonio Baglio, Il Partito nazionale fascista in Sicilia: politica, organizzazione di massa e mito totalitario, 1921-1943, 2005, p. 186.
84. ↑  Annali del fascismo, 1934, p. 24.
85. ↑  Tratto dal documento d'epoca: Siracusa Fascista, 25 maggio 1931.
86. ↑  Melania Nucifora, 2017, pp. 33-34.
87. ↑  Giorgio Pini, Mussolini, l'uomo e l'opera, vol. 2, 1956, p. 371.
88. ↑  Emanuela Scarpellini, Organizzazione teatrale e politica del teatro nell'Italia fascista, 1989, pp. 104, 246 ISBN 9788822107602.
89. ↑  Istituto nazionale per la storia del movimento di liberazione, Italia contemporanea, vol. 31, 1969, p. 99;  L’etnografia in età fascista. Le Mostre d’arte popolare del 1936 a Siracusa e Catania, su www.istitutoeuroarabo.it. URL consultato il 7 ottobre 2020.
90. 1 2  Cfr. Gaetano Calabrese, Gli archivi d'impresa in Sicilia: una risorsa per la conoscenza e lo sviluppo del territorio, 2007, p. 205 ISBN 9788846488350; Melania Nucifora, 2017, p. 33.
91. ↑  Leonardo Sciascia, Fatti diversi di storia letteraria e civile, cap. La Contea di Modica, 2016.
92. ↑  Melania Nucifora, 2017, pp. 36-37.
93. 1 2  Gaetano Calabrese, Gli archivi d'impresa in Sicilia: una risorsa per la conoscenza e lo sviluppo del territorio, 2007, p. 205.
94. ↑  Melania Nucifora, 2017, p. 37. Per approfondire il piano regolatore nel Ventennio vd.:  La "nuova immagine" di Siracusa tra le due guerre mondiali., su academia.edu. URL consultato il 7 ottobre 2020.
95. ↑  Adorno (Storia di Siracusa, p. 6) in Melania Nucifora, 2017, p. 36.
96. ↑  Melania Nucifora, 2017, p. 37; Silvio Govi, L'Universo, vol. 83, ed. 5-6, 2003, p. 754.
97. 1 2 3  Discorso di Benito Mussolini: 12 agosto 1937. Vd. Benito Musoolini: Dalla proclamazione dell'impero al viaggio in Germania (10 maggio 1936-30 settembre 1937), 1959, pp. 231-232-
98. ↑   L'isola imperiale (PDF), su iris.unipa.it. URL consultato il 7 ottobre 2020.